# Creatures (serie)

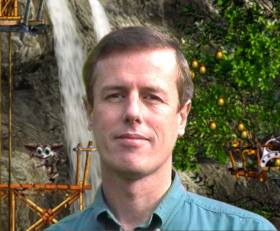
L'ideatore Steve Grand

Creatures è una serie di videogiochi basata su simulazione di vita artificiale creata nella metà degli anni novanta dall'informatico inglese Steve Grand durante il suo lavoro per la software house sviluppatrice di videogiochi Millennium Interactive di Cambridge.
Era uno dei pochi giochi a utilizzare l'apprendimento automatico.
Essa è nota per i contributi per l'avanzamento della ricerca sulla vita artificiale..

## Panoramica
Nella simulazione di Creatures l'utente nasconde piccole e pelose creature, i Norn, in un mondo chiamato Albia, insegnando loro a parlare, a nutrirsi e a proteggersi contro creature crudeli chiamate Grendel. Le versioni successive del gioco hanno introdotto una terza specie, gli Ettin, creature bianche e con gli occhi rossi che rubano gli oggetti.
Il programma è stato importante poiché è stato uno dei primi titoli commerciali a codificare organismi di vita artificiale dal livello genetico verso l'alto utilizzando una sofisticata rete neurale artificiale.
Ciò significa che i Norn e il loro DNA potevano svilupparsi ed “evolversi” in modi molto diversi, cosa imprevista dai produttori. Generando alcuni Norn con altri, è stato possibile trasmettere alcuni tratti alle generazioni successive. Cosa ancora più interessante è che i Norn si comportano allo stesso modo degli altri esseri viventi. Questo venne visto come un segno importante su come gli organismi possono funzionare ed evolversi nel mondo reale. I precedenti programmi di vita artificiale avevano funzionato fornendo ai propri organismi una limitata serie di comandi e di parametri, vedendo se il modo in cui i soggetti si comportavano fosse realistico.
La genetica di Creatures è in qualche modo differente dall'antropologia fisica: essa è aploide. Tuttavia, ogni “evoluzione” è il risultato di mutazioni. Non esiste gene dominante e gene recessivo, tanto meno una ricombinazione tra i loci. Ciononostante, la complessità della biochimica simulata stava nel fatto che il comportamento dei Norn era altamente imprevedibile.
Tra i fan di Creatures vi furono lo zoologo di Oxford Richard Dawkins e l'autore Douglas Adams.

## Storia
Il primo Creatures è stato sviluppato come prodotto di consumo da Millennium e pubblicato per Windows e Macintosh da GT Interactive in Europa nel 1996 e da Mindscape in America nel 1997. Il programma fu subito un successo, tanto che venne presto creata una comunità virtuale di giocatori, scambiando i Norn, creando nuovi oggetti per Albia, condividendo suggerimenti su come giocare al gioco e agli aneddoti sui cambiamenti evolutivi verificatisi, e creando inoltre nuove razze di Norn. La comunità virtuale di Creatures divenne quindi la più grande nel suo genere.
Nel 1998 la divisione giochi per computer di Millennium venne venduta a Sony Entertainment, mentre coloro che lavoravano sulla vita artificiale e su Creatures formarono una nuova compagnia chiamata Cyberlife Technology. Durante la continuazione dei lavori dei titoli di Creatures, la compagnia lavorò per il Ministero della Difesa britannico, celebre per avere insegnato agli organismi viventi a condurre gli aerei da caccia virtuali.
Sul finire degli anni novanta, Grand consentì alla Cyberlife di formare la Cyberlife Research e di concentrarsi sulla produzione di nuove tecnologie di vita artificiale, compresi i lavori su una forma di vita robotica che viene chiamata Lucy, così come la realizzazione di libri sulle sue ricerche. Il remainder della compagnia venne rinominato sotto il nome di Creature Labs, concentrandosi sullo sviluppo di giochi per computer.
I sequel di Creatures, compresi Creatures 2, Creatures 3 e i giochi per bambini Creatures Adventures e Creatures Playground, vennero messi in commercio dalla Creature Labs negli anni seguenti. La versione finale di Creatures, Docking Station, venne resa disponibile per il download dal sito web della compagnia nel 2001.
La distribuzione venne sospesa sui futuri giochi di Creatures il 20 marzo 2003, quando la Creature Labs cessò le operazioni, ma i diritti di marchio e di distribuzione vennero acquistati da una società di nome Gameware Development, Ltd. Questa ha rianimato la rete di sviluppo di Creatures, il negozio, il forum, il server di Docking Station, distribuendo gratuitamente componenti aggiuntivi e molti strumenti prima acquistabili.
Lo staff della Gameware, che aveva precedentemente lavorato a Creatures, sviluppò un gioco per la BBC chiamato BAMZOOKi.
I giochi di Creatures sono stati recentemente distribuiti in pacchetti sotto i nomi di: Creatures: The Albian Years (C1, C2), Creatures Exodus (C3, DS) e Creatures Villages (CA, CP). The Albian Years ed Exodus sono giochi separati, mentre la Village ha unito Adventures e Playground in un unico gioco.
Kutoka Interactive, società canadese di software per bambini, ha creato le versioni di Creatures Exodus (Kutoka) e Creatures Village (Kutoka Kids) compatibili sia con macOS di Apple che con Windows XP. Sono state messe in commercio il 30 settembre 2005 e possono essere acquistate direttamente sia da Kutoka o da altri negozi online.

## Modalità di gioco

### Norn
Un Norn è una specie AIL (Artificial intelligent life), il cui sviluppo e la cui sopravvivenza costituiscono gli elementi tematici principali del programma.
I Norn sono creature vivaci e confidenti che amano esplorare. Questo è spesso il motivo della loro rovina, sofferenza e morte. Rispetto agli Ettins, essi sono particolarmente predisposti alla malattia (i Grendel sembrano essere immuni alle malattie poiché sembrano essere nati con loro. I Grendel si trovano spesso nel loro terrarium), e in età preistorica caddero vittima di una malattia che logorò l'organismo e che impedisce loro di assorbire alcune sostanze nutrienti.
In principio, gli Shee avevano creato i Norn come un incrocio tra cameriere e animale. Secondo il sito web di Creature Labs, essi si diffondono nella Galassia tramite il Warp e si evolvono in diverse variazioni comprese, ma non limitate, a: Toxic Norn, Treehugger Norn e Magma Norns. La diffusione dei Norn nella galassia è legata alla misteriosa scomparsa degli Shee da Albia (dal punto di vista dei Norn – vedere la voce Shee). Questo potrebbe essere un segno di come gli Shee abbiano cercato di trovare un pianeta abitabile.
Nei giochi, i Norn hanno una propria biochimica simulata, una genetica aploide e una rete neurale che funge da cervello. Da Creatures 2 in poi, i Norn possiedono anche organi determinati dalla loro genetica; la mutazione e le ferite possono renderli morti, con conseguenze tipicamente fatali. Ognuno di questi è cresciuto in qualche modo nel corso delle serie, consentendo alle creature di diventare più complesse e intelligenti. I Norn sono onnivori e mangiano vari cibi, tra cui carote, limoni, semi, insetti, pesce, miele, e altro. I Norn con i quali l'utente comincia richiedono un grado di formazione e disciplina da parte dell'utente al fine di prendere buone decisioni per mantenere la loro salute; tuttavia, in seguito, essi si evolvono per essere più indipendenti e robusti, con istinti meglio sviluppati e una biochimica più robusta. L'utente può trarne vantaggio per generare colori o tratti attraverso la selezione artificiale, e i cambiamenti possono diventare più pronunciati di generazione in generazione.

### Shee
Gli Shee sono una razza immaginaria di scienziati distratti della serie di Creatures. Essi sono gli abitanti originari di Albia e i creatori dei Norn, degli Ettin e dei Grendel.
Gli Shee sono tutti inventori e compiono gran parte delle loro invenzioni per risparmiare tempo sulle attività.
Gran parte delle loro scoperte vengono fatte per caso e, in quanto tali, hanno ordinato il proprio DNA ed eliminato ogni difetto genetico prima della scoperta.
Migliaia di anni fa, gli Shee hanno lasciato il mondo a forma di disco di Albia poiché desideravano vivere in un mondo più sferico. Crearono la Shee Ark, portando con sé alcuni Norn, Ettin e vari animali e piante, recandosi verso la loro nuova casa. La Shee Ark, come ogni veicolo spaziale degli Shee, era una creatura vivente nata dal nulla che ha utilizzato la “Bioenergia” (l'energia delle cose viventi, utilizzata per equilibrare il gioco) per eseguire le sue funzioni.